# Leão I, o Trácio
Flávio Valério Leão (em latim: Flavius Valerius Leo), ainda chamado Flávio Valério Leão (I) Augusto (em latim: Flavius Valerius Leo Augustus) após sua ascensão e comumente referido como o Grande (Magnus), o Trácio (Thrax), e o Maceles (em latim: Macelles; em grego medieval: Μαχέλλης; romaniz.: Machélles; lit. "o Açougueiro"), foi um imperador do Império Romano do Oriente, reinando de 7 de fevereiro de 457 até sua morte em 18 de janeiro 474. Membro de uma família traco-romana de origem bessa, nasceu em 401 ou 411 na Dácia Aureliana ou Trácia de pais incertos. Iniciou a sua carreira como oficial militar e em cerca de 457 já ocupava as posições de tribuno e conde. Em 7 de fevereiro, Áspar nomeou-o imperador, quiçá almejando torná-lo um governante títere.
Ao assumir, reconheceu Majoriano (r. 457–461) como imperador do Império Romano do Ocidente, mas recusou a aceitar o usurpador Líbio Severo (r. 461–465). Em 466, apoiou militarmente o pretendente Antêmio (r. 466–472) ao trono do Império Romano do Ocidente. Em 468, fizeram enorme ação conjunta para atacar o Reino Vândalo de Genserico (r. 428–477) visando reconquistar Cartago, mas o empreendimento terminou em desastre. Nos anos seguintes, Leão contou cada vez mais com tropas oriundas da Isáuria com as quais pretendia contrabalancear o poder das tropas germânicas de Áspar, cuja execução ordenou em 471. Em 474, lançou campanha bem sucedida liderada por Júlio Nepos (r. 474–475) para usurpar o trono ocidental de Glicério (r. 473–474). Faleceu em 18 de janeiro e foi sucedido no trono por seu neto Leão II (r. 474).

## Vida

### Origens e família
Leão nasceu em cerca de 401 ou 411 na Dácia Aureliana, então pertencente à prefeitura pretoriana da Ilíria, ou na Trácia, na prefeitura pretoriana do Oriente. Provinha de uma humilde família daco-romana (Cândido Isauro) ou traco-romana da tribo bessa (João Malalas e Jordanes). Nada mais se sabe sobre sua família, exceto que teve irmã de nome Eufêmia. Se casou antes de 457 com Élia Verina e o casal gerou filhos: Ariadne, que nasceu antes de Leão ascender e se casou com Zenão (r. 474–491); Leôncia, que nasceu em 457 e se casou com o usurpador Marciano, filho do futuro imperador Antêmio (r. 466–472); e um jovem de nome desconhecido, que faleceu com cinco meses em 463 e que teve seu horóscopo lido por Retório. De Ariadne e Zenão, nasceu Leão II, que sucedeu brevemente o avô antes de falecer e ser sucedido por seu pai Zenão.
As Crônicas georgianas, uma compilação do século XIII de fontes antigas, relata o casamento do rei Vactangue I da Ibéria (r. 446–522) e Helena, alcunhada como "filha do imperador", que nesse contexto foi entendido como "parente do imperador". A união selou o pacto de Vactangue com Zenão contra o Império Sassânida de Perozes I (r. 459–484) e, desse modo, a historiografia interpretou que Helena fosse parente de Zenão e filha de Leão, pois o primeiro era genro do segundo. Cyril Toumanoff identificou que dessa união nasceram Mitrídates e Leão, pai do príncipe Gurgenes I (r. 588–590).

### Ascensão

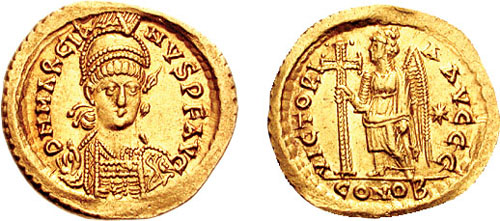
Soldo de Marciano r.

Leão fez carreira no exército imperial e era membro do séquito do poderoso general Áspar. Em 457, surge como chefe das tropas estacionadas em Selímbria e seu título era de conde e tribuno dos maciários (em latim: comes et tribunus Mattiariorum). Em 27 de janeiro, foi eleito como sucessor de Marciano (r. 450–457), da extinta dinastia teodosiana (r. 378–457), que faleceu sem descendência ou sucessor designado. É possível que sua aclamação tenha tido apoio de Áspar, que pretendia colocar no trono um títere. Além disso, uma fonte posterior afirma que o senado se ofereceu para eleger o próprio Áspar, que recusou, com o comentário enigmático "temo que uma tradição no poder possa ser iniciada através de mim", que quiçá alude ao fato de que era ariano. Embora Marciano tivesse um genro, Antêmio, este não tinha nenhuma conexão com a dinastia reinante e não seria considerado legítimo. A coroação de Leão ocorreu em 7 de fevereiro e foi a primeira que envolveu o patriarca de Constantinopla,[a] o exército e o senado. Segundo João, o Lídio, um prefeito pretoriano financiou pinturas que retratavam a ascensão do imperador.

### Política externa

#### Ostrogodos

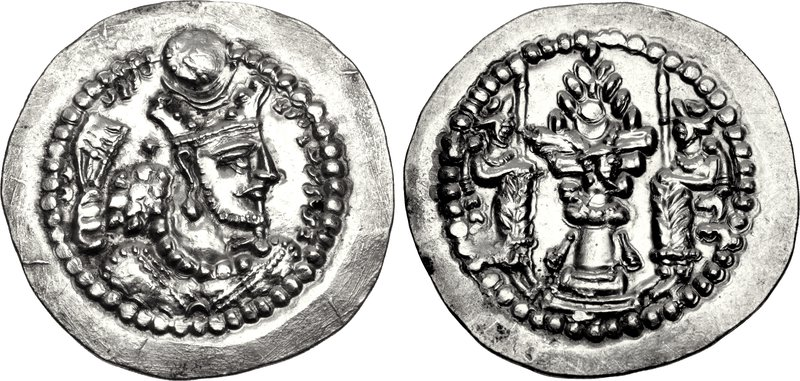
Dracma de r.

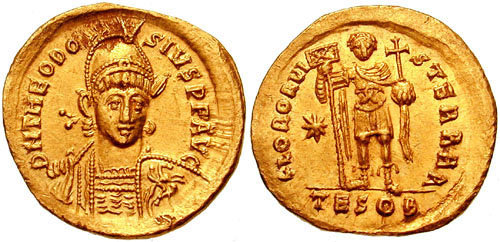
Soldo de r.

Em seu reinado, a paz firmada por Teodósio II (r. 408–450) com o xá Vararanes V (r. 420–438) após a guerra de 421–422 foi mantida, lhe permitindo se concentrar noutras frentes, sobretudo os Bálcãs, o Reino Vândalo da antiga África proconsular e o Império Romano do Ocidente. Com a morte de Átila (r. 434–453), o Império Huno desintegrou sob seus sucessores imediatos. No rescaldo, dois grupos de ostrogodos, o liderado por Teodorico Estrabão e outro por Valamiro e seus irmãos Teodomiro e Videmiro, chegaram aos Bálcãs e se assentaram, o primeiro na Trácia e o segundo na antiga Panônia. Em 457, Leão cancelou o acordo com os godos panônios no qual os romanos pagavam subsídio anual a eles. Em 458/459, Valamiro enviou embaixada para Constantinopla para interrogá-lo, porém se mostrou falha. Além disso, os embaixadores souberam do quão bem estava Teodorico Estrabão e seus ostrogodos trácios; mantinham relações amistosas com o Império Romano do Oriente, talvez como federados, recebendo subsídio anual. Isso abriu margem para que iniciasse as hostilidades no mesmo ano; Hyun Jin Kim sugere que a derrota de Tuldila, um bárbaro que fez operações militares no Danúbio em 458, também pode tê-lo influenciado. Valamiro invadiu Ilírico em 459/462, mas foi parado pelo futuro imperador Antêmio. Os conflitos continuaram até 461/462, quando seu sobrinho Teodorico, o Amal foi enviado a Constantinopla como refém e Leão concordou em pagar 136 quilos anuais de ouro. Em meados de 460, Valamiro realizou campanha com apoio imperial contra os sármatas sadagares ou sadages, que habitavam o interior da Panônia.
Em data desconhecida durante os anos 460, talvez por volta de 465, os esciros invadiram o Reino Ostrogótico da Panônia por incitação do rei suevo Hunimundo. No conflito, Valamiro foi derrubado de seu cavalo e morto por seus inimigos e sucedido por Teodomiro. Em ca. 469/470, Teodorico e Videmiro enfrentaram uma coalizão bárbara sob Hunimundo, Alarico, Edecão, Onulfo, Babas e Beuca e auxiliada por tropas romanas enviadas por Leão na Batalha de Bolia. Segundo a Gética de Jordanes, os ostrogodos foram vitoriosos e firmemente se estabeleceram no curso médio do Danúbio ao mesmo tempo em que atacaram os suevos e seus aliados alamanos. Apesar do relato, o historiador Hyun Jin Kim alega ser provável que os ostrogodos perderam o conflito, pois se verifica pelos anos seguintes que os povos supostamente derrotados estavam controlando antigos domínios ostrogóticos da região: rúgios dominaram Nórico e gépidas, esciros e hérulos a Panônia. Em 471, Teodorico Estrabão estava na Trácia e governava os ostrogodos da região. Com o assassinato de Áspar por ordens de Leão no mesmo ano, os partidários do ministro assassinado provocaram agitações na capital. Estrabão e Óstris queriam vingá-lo, mas foram derrotados nas cercanias de Constantinopla por excubitores sob Zenão e Basilisco.

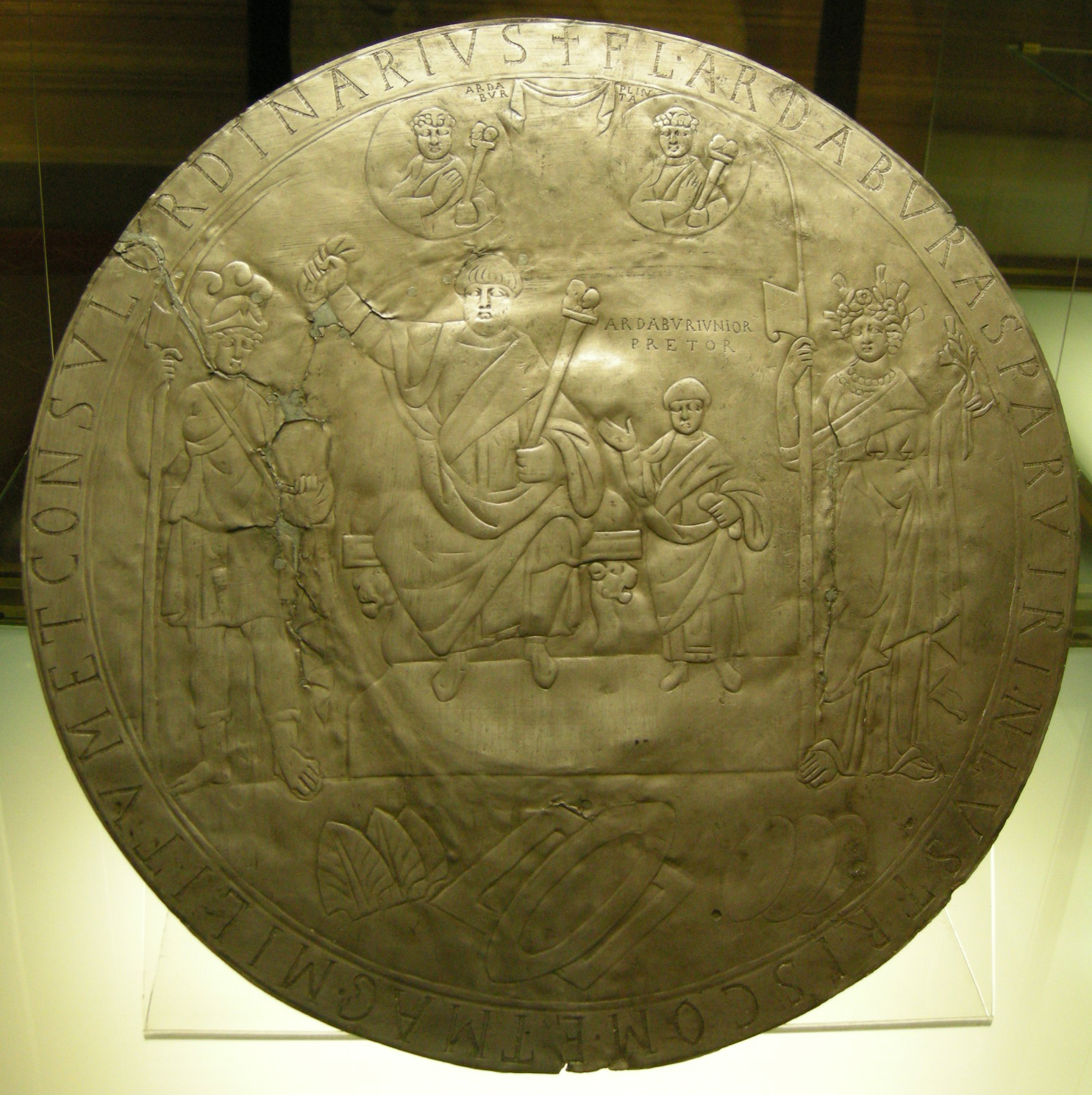
Missório de Ardabúrio no qual aparecem Ardabúrio e seu pai Áspar

Aproximadamente em 472, Teodorico, o Amal foi devolvido a seu pai Teodomiro. Em 473, possivelmente por conta da carência de recursos, Teodomiro enviou Videmiro numa expedição na Itália de Glicério (r. 473–474), enquanto marchou com seu filho ao Império Romano do Oriente. Ali, atacou Ilírico e tomou Dirráquio e Naísso e foi a Salonica com Teodorico. Antes de atacá-la, acordou com o patrício Hilariano uma trégua segundo a qual muitos ostrogodos seriam assentados em cidades da Macedônia, onde Cirro tornar-se-ia a nova sede do Estado federado de Teodomiro; os autores da PIRT suspeitam que a negociação relatada por Jordanes seja uma confusão com a embaixada de 479 enviada para Teodorico, o Amal.
No mesmo ano, Estrabão retornou à Trácia, onde agrupou um grande exército, que os historiadores sugerem ser formado por cerca de 10 000 soldados. Seus seguidores rapidamente cresceram em número, e foi aclamado rei. Nessa posição, exigiu ser reconhecido por Leão como rei único dos ostrogodos, que todos os desertores lhe fossem entregues, que seu povo fosse assentado na Trácia, que a herança institucional e material de Áspar a ele legada fosse entregue e que fosse nomeado mestre dos soldados. O imperador tencionava recusar-se a aceitar os termos, aceitando só nomeá-lo mestre na condição de que jurasse servi-lo como aliado. De modo a pressionar Leão a aceitar suas condições, deslocou soldados por cidades da via Egnácia, enviando parte deles para atacar Filipos (ou Filipópolis), enquanto liderou os homens restantes para atacar e ocupar Arcadiópolis. Quando os godos ficaram quase sem recursos, Estrabão assinou a paz com Leão, nos termos da qual os romanos foram obrigados a pagar cerca de 907 quilos de ouro, a reconhecer a independência de Estrabão e a conceder a ele o posto de mestre dos soldados na presença.